# Думчево
Думчево — село в Залесовском районе Алтайского края России. Административный центр Думчевского сельсовета.

## История
Было основано в 1729 году. В «Списке населенных мест Российской империи» 1868 года населённый пункт упомянут как заводское село Думчево (Кормино) Барнаульского округа (1-го участка) Томской губернии при реке Чумыш и рекеТаловке. В нём имелся 51 двор и проживало 306 человек (135 мужчин и 171 женщина). Функционировали православная церковь и перевоз через реку Чумыш.
В 1899 году в селе Думчевском, относящемся к Боровлянской волости Барнаульского уезда, имелось 145 дворов (130 крестьянских и 15 некрестьянских) и проживало 887 человек (338 мужчин и 375 женщин). Функционировали церковь, школа грамоты, две торговых лавки и хлебозапасный магазин. По состоянию на 1911 год Думчево включало в себя 276 дворов. Население составляло 1659 человек. Административно  входило в состав Талицкой волости Барнаульского уезда.
В 1926 году в нём имелось 445 хозяйств и проживало 2488 человек (1174 мужчины и 1314 женщин). В национальном составе населения преобладала мордва. Функционировали школа I ступени, изба-читальня и лавка общества потребителей. В административном отношении являлось центром сельсовета Белоярского района Барнаульского округа Сибирского края.

## География
Находится в северо-восточной части Алтайского края, на левом берегу реки Чумыш, на расстоянии примерно 25 километров к западу от села Залесова. Абсолютная высота  156 метров над уровнем моря.
Климат умеренный, континентальный. Средняя температура января составляет −19 °C, июля — +18 °C. Годовое количество атмосферных осадков — до 600 мм.

## Население
| 1997 | 1998 | 1999 | 2000 | 2001 | 2002 | 2003 |
| ---- | ---- | ---- | ---- | ---- | ---- | ---- |
| 781  | ↘752 | ↘742 | ↘713 | ↘696 | ↘684 | ↘663 |
| 2004 | 2005 | 2006 | 2007 | 2008 | 2009 | 2010 |
| ↘654 | ↘629 | ↘625 | ↘614 | ↘610 | ↗612 | ↘600 |
| 2011 | 2012 | 2013 |      |      |      |      |
| →600 | ↘592 | ↗612 |      |      |      |      |

Согласно результатам переписи 2002 года, в национальной структуре населения русские составляли 79 %.

## Инфраструктура
Функционируют средняя общеобразовательная школа (филиал Шатуновской СОШ), фельдшерско-акушерский пункт, дом культуры и отделение «Почты России».

## Улицы
Уличная сеть состоит из девяти улиц.